# Kisaura lanceolata
Kisaura lanceolata is een schietmot uit de familie Philopotamidae. De soort komt voor in het Palearctisch gebied.